# Jazak
Jazak (en serbe cyrillique : Јазак) est un village de Serbie situé dans la province autonome de Voïvodine. Il fait partie de la municipalité d’Irig dans le district de Syrmie (Srem). Au recensement de 2011, il comptait 960 habitants.
Jazak est une communauté locale, c'est-à-dire une subdivision administrative, de la municipalité d'Irig. Sur le territoire du village se trouve le monastère de Jazak, un des 16 monastères orthodoxes serbes de la Fruška gora.

## Géographie

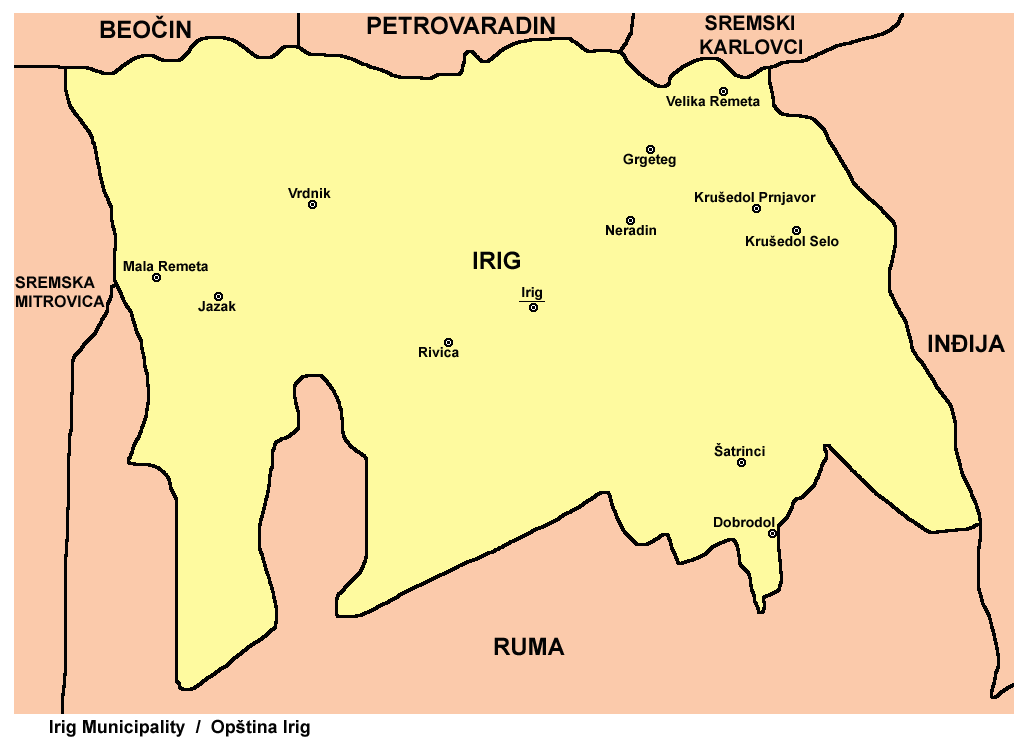
Localisation de Jazak dans la municipalité d'Irig

Jazak se trouve dans la région de Syrmie, sur les pentes méridionales du massif de la Fruška gora. Le village est situé à l'ouest de la municipalité d'Irig, sur une route secondaire qui conduit de Vrdnik jusqu'à la route régionale R-106 (Ruma-Stejanovci). Jazak se trouve à 13 kilomètres d'Irig, le centre administratif de la municipalité, à 3 kilomètres de Vrdnik et à 6 kilomètres de Mala Remeta.
Sur le territoire du village se trouvent de nombreuses sources et environ 80 puits. Au nord s'étend une forêt de 932,4 ha, notamment avec des chênes, des charmes, des ormes et des conifères artificiellement plantés ; le sud est occupé par un plateau de lœss principalement consacré à l'agriculture. Les forêts du nord abritent des loups, des renards, des sangliers, des cerfs, des chevreuils, des écureuils et de nombreuses espèces d'oiseaux.

## Histoire
Sur le territoire de Jazak, les archéologues ont mis au jour des vestiges remontant à l'âge du bronze et à l'âge du fer, ainsi que des restes de constructions remontant à l'Empire romain.
Le village est historiquement mentionné en 1702, après le départ des Ottomans. En 1734, il comptait 123 foyers et appartenait à la famille féodale des Odescalchi. En 1774, il comptait 205 foyers et 1 251 habitants. Pendant l'« épidémie d'Irig » (en serbe : Iriška epidemija), 149 personnes y trouvèrent la mort. Dans le secteur, la période autrichienne fut marquée par la révolte de Tican de 1807, une révolte paysanne dirigée par Teodor Avramović Tican, originaire de Jazak ; causée par les taxes élevées prélevées par le comte Odescalchi, elle fut durement réprimée par l'armée autrichienne.
Dans l'entre-deux-guerres, une bibliothèque et une salle de lecture ouvrirent dans le village en 1929 ; une association sportive fut créée en 1931 et l'association culturelle Car Uroš en 1933. 

## Démographie

### Évolution historique de la population
| 1948  | 1953  | 1961  | 1971  | 1981  | 1991  | 2002  | 2011 |
| ----- | ----- | ----- | ----- | ----- | ----- | ----- | ---- |
| 1 688 | 1 650 | 1 587 | 1 478 | 1 303 | 1 144 | 1 100 | 960  |

|  |

### Données de 2002
Pyramide des âges (2002)
En 2002, l'âge moyen de la population était de 41,9 ans pour les hommes et 44,4 ans pour les femmes.
Répartition de la population par nationalités (2002)
En 2002, les Serbes représentaient 95 % de la population ; le village abritait aussi une minorité de Roms (2,4 %).

### Données de 2011
En 2011, l'âge moyen de la population était de 46,6 ans, 44,8 ans pour les hommes et 48,2 ans pour les femmes.

## Économie
L'agriculture occupe environ 80 % de la population active. Sur un total de  3 498,6 ha, les terres arables occupent 2 038 ha, soit 58,2 % de la superficie totale. Les activités agricoles sont encadrées par la coopérative agricole Jazak, dont l'origine remonte à 1903.

## Vie locale
Jazak abrite une antenne de l'école élémentaire Milica Stojadinović-Srpkinja de Vrdnik ; elle accueille environ 50 élèves. Le village dispose d'un centre médical ; un médecin y pratique deux heures par jour et une infirmière y travaille à temps plein.
Jazak possède une association sportive et un club de football, le FK Partizan, ainsi qu'une société de chasse.

## Tourisme
Sur le territoire du village se trouve le monastère de Jazak, fondé en 1736 ; il est inscrit sur la liste des monuments culturels d'importance exceptionnelle de la république de Serbie. L'église Saint-Nicolas de Jazak, construite dans les années 1780, est considérée comme un monument culturel « de grande importance » du pays.

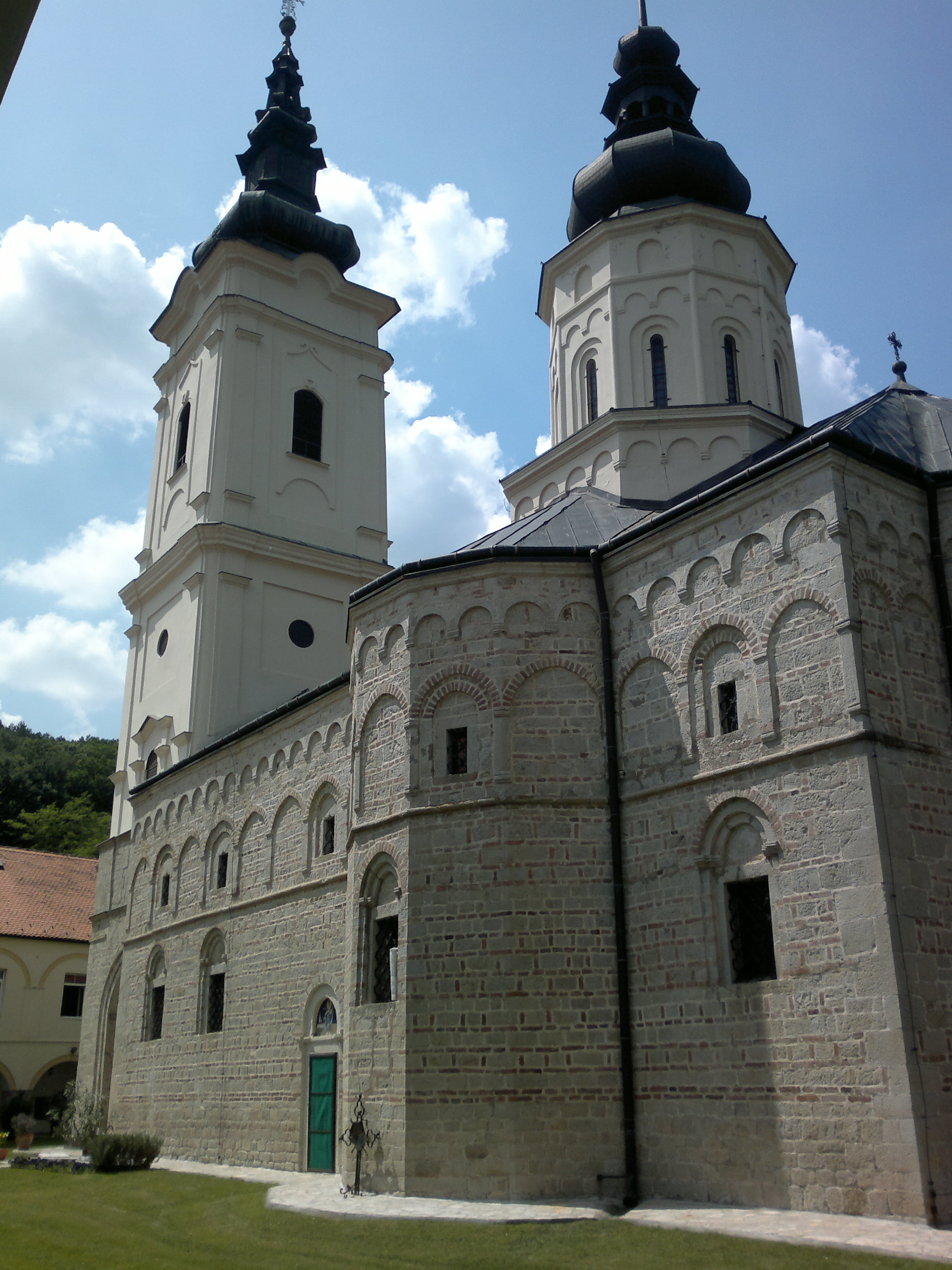
L'église du monastère de Jazak

## Personnalité
Jazak est le village natal de Teodor Avramović Tican (1764-1807), le chef de la révolte des paysans de Syrmie connue sous le nom de révolte de Tican.